# Каски
Каскитe (Ga-as-ga) (или Кашки, Кашаки, Каскейци) са народ населявал североизточна Мала Азия и южното причерноморие (Понт) през 2 хилядолетие пр.н.е.
Областта населявана от каските започвала от река Галиса (Къзълърмак) и стигала до горното течение на Ефрат. .
Данни за каските за отразени в клинописни надписи от древна Мала Азия. 
Каските станали естествена причина за разширението на север на Хетското царство, понеже извършвали нападения над столицата Хатуша. .
Вероятно, каските подчинили палайците от страната Пала асимилирайки ги, или изтласквайки ги от територията им. Палайците били една от трите ветви или основни групи население на Хетската държава, редом с хетите и лувийците. До XIV век пр.н.е. при каските съществувала т.нар. „военна демокрация“. В XII век пр.н.е. според асирийски източници, каските обитавали източната периферия на Мала Азия в съседство Страната Табал (през 12 век пр.н.е. Кападокия била известна с това име) и мушките. От каските се е запазила ограничена топонимия в Мала Азия. Последните упоминавания на каските са от VIII—VII век пр.н.е.
Според руски източници, каските са родствени на днешните адигейци и черкези. . Древноарменското Гашк' (Գաշք), древногрузинското кашаг, кашаки, византийското Касахия, арабскоото кашак, древноруското косог е според руската историография обозначение на адегейците и черкезите. .